# تاتیانا لوگونووا
تاتیانا لوگونووا (روسی: Татьяна Юрьевна Логунова؛ زادهٔ ۳ ژوئیهٔ ۱۹۸۰) شمشیرباز اهل روسیه است.
وی همچنین برندهٔ جوایزی همچون نشان دوستی شده‌است.